# Janvier 2010 en France
Chronologie de la France
- 2006
- 2007
- 2008
- 2009
- 2010
- 2011
- 2012
- 2013
- 2014

Janvier - Février - Mars - Avril - Mai - Juin - Juillet - Août - Septembre - Octobre - Novembre -  Décembre 2009
Janvier - Février - Mars - Avril - Mai - Juin - Juillet - Août - Septembre - Octobre - Novembre - Décembre 2010
2008 - 2009 - 2010 dans les DOM-TOM français - 2011 - 2012
2008 par pays en Europe - 2009 par pays en Europe - 2010 par pays en Europe - 2011 par pays en Europe - 2012 par pays en Europe 
Cette page présente les faits marquants du mois de janvier 2010 en France.

## Général
Pour des articles plus généraux, voir Janvier 2010, 2010 en France et Janvier 2010 en sport.
- 7 janvier 2010: 
  - Politique: Décès de l'homme d'Etat et haut fonctionnaire français Philippe Séguin, à l'âge de 66 ans.
  - Droit: Ordonnance créant l'Agence nationale de sécurité sanitaire de l'alimentation, de l'environnement et du travail (fusion de l'Afsset et de l'Afssa)
  - Énergie: Nouveau record historique de consommation électrique de 92 500 MWh à 19 heures.
- 10 janvier 2010 : 
  - Politique: Référendum sur l'autonomie de la Guyane et de la Martinique. Victoire du "non". Ces référendums avaient été décidés lors de la grève générale aux Antilles françaises en 2009[1].
- 12 janvier 2010:
  - Social/Économie: les salariés et sous-traitants de la raffinerie de Mardyck entame une grève qui perdure tout au long du mois, en réaction au projet de fermeture de la raffinerie de Total [2].
- 22 janvier 2010:
  - Droit: Ordonnance créant l'Autorité de contrôle prudentiel et de résolution (ACPR) par fusion de la Commission bancaire et de l'Autorité de contrôle des assurances et des mutuelles (ACAM).
- 27 janvier 2010 :
  - Politique/Défense: essai réussi du tir du missile nucléaire stratégique M51.
- 28 janvier 2010 :
  - Politique/Justice: Verdict du procès de l'affaire Clearstream: Dominique de Villepin est acquitté. Le procureur fait appel.
- 30 janvier 2010:
  - Politique/Social : Entre 8 000 et 10 000 manifestants contre la suppression des postes dans l'Éducation nationale et la réforme de la formation des enseignants.

## Décès et fait divers
- 1er janvier 2010 : 
  - Fait divers: Un incendie d'origine accidentel se déclare dans la nuit de la Saint Sylvestre dans un immeuble de Nîmes faisant 5 morts et 13 blessés[3].
  - Fait divers: Une avalanche aux Arcs en Savoie fait 3 morts[4].
  - Fait divers: Noyade d'un couple chutant accidentellement dans la mer au cap Croisette à Marseille[5].
  - Fait divers: Noyade d'une femme emportée par des vagues à Saint-Jean-Cap-Ferrat près de Nice[6].
- 2 janvier 2010 : 
  - Fait divers: Un incendie dans une maison à Haguenau dans le Bas-Rhin fait 3 morts, 3 sœurs âgés de 13, 11 et 5 ans. L'origine de l'incendie serait criminel[7],[8]
- 7 janvier 2010 :
  - Décès de l'homme d'Etat et haut fonctionnaire français Philippe Séguin à l'âge de 66 ans, d'une crise cardiaque.
- 10 janvier 2010 :
  - Décès du chanteur Mano Solo à l'âge de 46 ans des suites de plusieurs anévrismes.
- 11 janvier 2010 : 
  - Décès du réalisateur de cinéma Éric Rohmer à l'âge de 89 ans à Paris.
- 20 janvier 2010 : 
  - décès de Kalthoum Sarraï, alias « Super Nanny », qui animait l'émission sur M6, des suites d'un cancer.
- 31 janvier 2010 :
  - décès de Pierre Vaneck, acteur français d'origine belge, à la suite d'une opération cardiaque.